# Luigi Gorrini
Luigi Gorrini (* 12. Juli 1917 in Alseno, Provinz Piacenza; † 8. November 2014 in Fiorenzuola d’Arda) war einer der erfolgreichsten italienischen Jagdflieger des Zweiten Weltkriegs. Obwohl Dokumentationen vorhanden sind, die 24 persönliche Luftsiege bestätigen, wurden ihm von der italienischen Luftwaffe nur 19 offiziell anerkannt, weitere wurden „kollektiviert“ (d. h. seiner Einheit zuerkannt).

## Leben
Luigi Gorrini trat im Jahre 1937 in die Regia Aeronautica ein und wurde daraufhin Unteroffizier. 1939 wurde er an der Jagdfliegerschule in Castiglione del Lago (Umbrien) ausgebildet und kam dann zum 3º Stormo, einem Jagdgeschwader, wo er veraltete Doppeldecker vom Typ Fiat CR.42 flog. Mit diesen Flugzeugen kämpfte er im Sommer 1940 gegen französische und dann von Belgien aus gegen britische Flugzeuge, jedoch ohne Erfolg.
In den Jahren 1941 und 1942 kämpfte Gorrini, wiederum mit CR.42-Doppeldeckern, in Nordafrika, wo es ihm über Tripolis gelang, eine britische Bristol Beaufighter abzuschießen. 1943 flog er erst die moderne Macchi MC.202 und dann die stärkere Macchi MC.205, mit der er vor allem während der Schlacht um Tunesien und dann bei der Verteidigung von Neapel und Rom mit Erfolg eingesetzt wurde. Von Januar bis August 1943 schoss er mindestens zwölf feindliche Kampfflugzeuge ab. Ende August wurde er während eines Luftkampfes schwer verwundet und blieb mehrere Monate in ärztlicher Behandlung.
Nachdem Italien nach der Absetzung und Verhaftung von Benito Mussolini mit den Alliierten am 8. September 1943 den Waffenstillstand von Cassibile geschlossen hatte, entschloss sich Gorrini im Dezember, in der neu gebildeten Aeronautica Nazionale Repubblicana (ANR) an der Seite der Deutschen weiter gegen die Alliierten zu kämpfen. Er kam zur 1. ANR-Staffel in Lagnasco bei Cuneo, die mit der Macchi MC.205 ausgerüstet war und unter dem Kommando von Adriano Visconti stand. In den folgenden Monaten erzielte er noch vier bestätigte Luftsiege. Über Udine rettete er dem deutschen Jagdflieger Wilhelm Steinmann bei einem Kampf gegen US-amerikanische Republic P-47 Thunderbolt das Leben. Am 15. Juni 1944 wurde Unteroffizier Gorrini von Kampfflugzeugen dieses Typs abgeschossen und schwer verwundet. Er konnte bis Kriegsende nicht mehr fliegen. Von 1940 bis 1944 wurde Gorrini insgesamt viermal abgeschossen und zweimal schwer verwundet. In diesen vier Jahren war er an 182 Luftkämpfen beteiligt und schoss insgesamt 24 feindliche Flugzeuge ab. 19 Abschüsse wurden offiziell bestätigt.
Nach dem Krieg diente Gorrini bis 1979 in der wiederaufgestellten italienischen Luftwaffe (Aeronautica Militare Italiana). Weil diese aus der auf alliierter Seite kämpfenden Aeronautica Cobelligerante Italiana (ACI bzw. ICBAF) entstanden war, wurden seine militärischen Leistungen erst 1958 in Form des höchsten italienischen Militärordens anerkannt, jedoch nur für die Zeit bis zum 8. September 1943. Im Gegensatz zu den Piloten, die als Unteroffiziere auf alliierter Seite gekämpft hatten, wurde Gorrini nach dem Krieg nicht zum Offizier befördert. Erst als er aus dem aktiven Dienst ausschied, erfolgte die Beförderung zum Unterleutnant der Reserve.
Gorrini organisierte nach dem Krieg am Gardasee regelmäßige Treffen der ANR-Piloten, an denen auch deutsche Piloten teilnahmen, u. a. Wilhelm Steinmann, Adolf Galland und Eduard Neumann.
Luigi Gorrini lebte mit seiner Ehefrau in seinem Geburtsort Alseno in der Provinz Piacenza.

## Auszeichnungen
- Medaglia d'oro al Valor Militare (1×)
- Medaglia di bronzo al Valor Militare (2×)
- Eisernes Kreuz 1. Klasse
- Eisernes Kreuz 2. Klasse